# BMW・Z1
Z1（ズィー・ワン、ツェット・アインス）は、ドイツの自動車メーカーBMWが製造していたオープンタイプのスポーツカーである。

## 歴史
1986年に初公開され、翌1987年のフランクフルトモーターショーで公式に発表された。
発表当初は大きな注目を集め、生産前にもかかわらず35,000台のオーダーがあったと発表していたが、実際には8,000台の製造に留まり、1991年に生産を終了した。後年、この人気の下降はメルセデス・ベンツ・SLクラスの登場によるものと、当初の高い人気は投機目的の過熱によるものであったと推測されている。
設計は社内事業部のBMW・フォルシュング&テヒニークで行われ、開発総指揮にはウルリッヒ・ベッツ (Dr. Ulrich Bez) が選出された。1988年のベッツのポルシェ移籍後はクラウス・ファウスト (Dr. Klaus Faust) に交代した。
四輪駆動モデルの製造も検討されていたが、実現しなかった。また、左ハンドル仕様のみが生産された。

## 車名の由来
Z1のZは元々「Zukunft」（ドイツ語で「未来」）を意味し、本車のほかZ3、 Z4、Z8に使用されている。これらの車種はすべて2シーターオープンカーである。

## 構造

### シャーシ

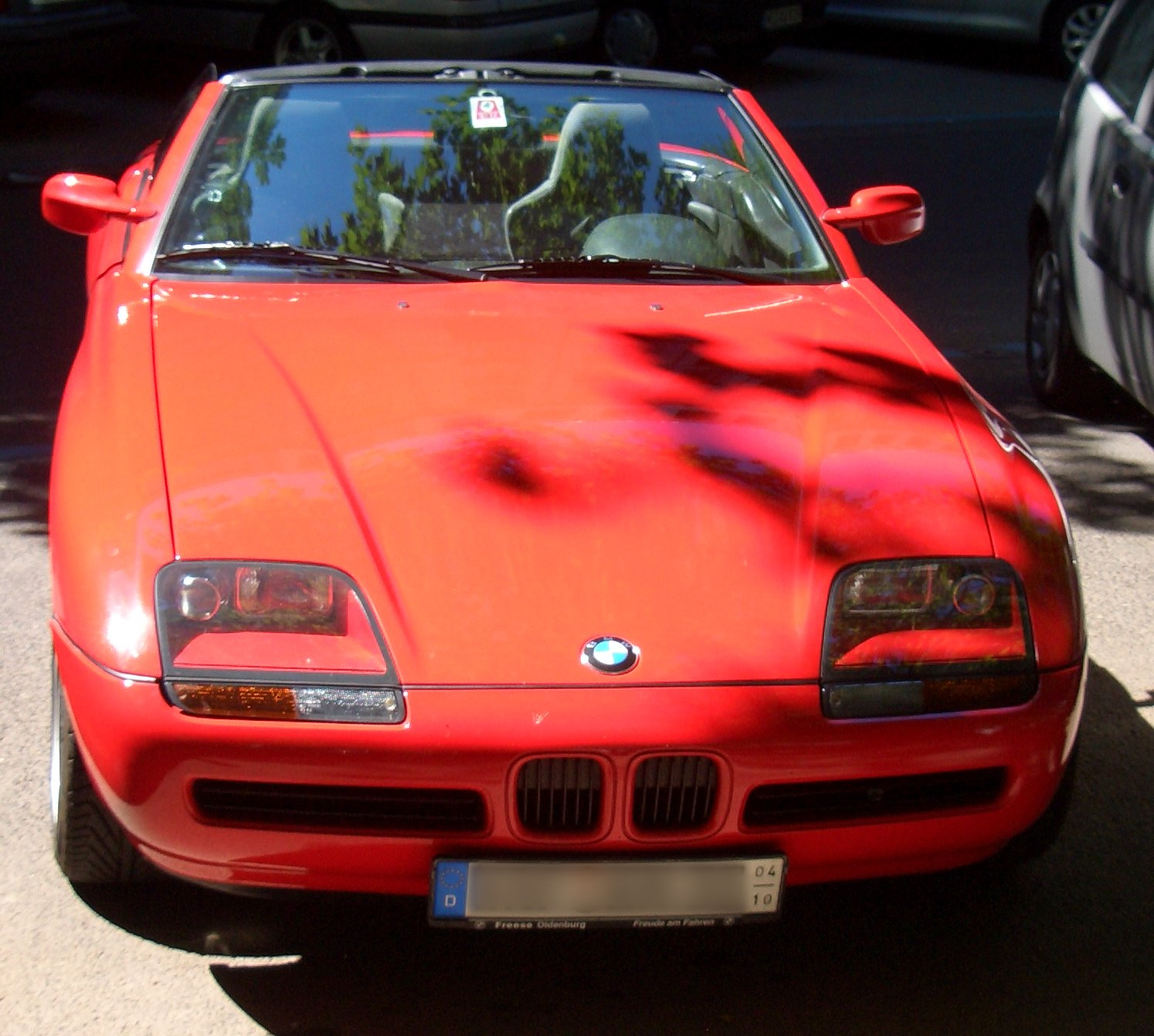
BMW・Z1

シャシは専用設計で、着脱式のボディパネル、連続亜鉛・シーム溶接、複合材製アンダートレー型床構造といった革新的な技術が組み込まれている。一部の部品（エンジン、トランスミッション、前輪サスペンションなど）はE30型325iからの流用品である。
ボディはプラスチック製で、サイドパネルとドアはゼネラル・エレクトリック製の熱可塑性プラスチック、ボンネットとトランク、屋根カバーは繊維強化プラスチックをそれぞれ採用している。塗装には、AKZOコーティングとBMWテヒニクが共同開発した特製の柔軟ラッカーを用いている。
ボディ本体はシャシから取り外すことができ、全てのボディパネルを取り外した状態でも走行することが可能である。また、発表当初には『予備のボディパネルを購入すれば好みに応じてボディカラーを変更できる』という宣伝もなされていた。BMWの発表では40分以内での交換が可能であるとしていたが、実際にはそれ以上の時間を要するとされている。
車体全体は空力を考慮して設計された。アンダートレー型の床構造は全体が平滑になるように整形され、マフラーと後部の遮風板は乱流の発生による後部の浮き上がりを防ぐため、空力特性を考慮して設計されている。車体前端は高圧域がちょうど前輪の真上になり、接地圧を高める形状となっている。抗力係数（Cd値）は幌展開時で0.36、幌格納時で0.43である。

### ドア
Z1で最も特徴的な装備が乗降用のドアであり、ドア本体がボディ内部に下向きに引き込まれるという極めて特異な構造となっている。この構造は黎明期のオープンカーに見られた脱着式の金属製や布製のドアに着想を得ており、Z1のデザインと通常の横開きドアの相性が悪いと判断されたために採用に至ったものである。
背の高いドアシルを持つボディのため、ドアの有無とは関係なしに衝突安全性が確保されており、ドアを下げている状態（=開放状態）でも合法かつ安全に走行することができたが、アメリカではドアを下げた状態で走行することは違法となった。
ドア窓はドアの位置とは独立して操作できたが、ドアが下がっている（=開いている）状態では自動的に下がる構造となっている。パワーウィンドウは双方ともにコグドベルトを介して電動モーターで動作するが、緊急時には手動での操作も可能。

### 駆動系
エンジンは2,494cc 直列6気筒SOHC（M20B25型) を搭載し、トランスミッションはゲトラグ製の5速MTのみが組み合わせられる。いずれもE30型325iからの流用品である。低いボンネットの下にエンジンを収めるため、20度ほど右に傾けて搭載されている。

### サスペンション
Z1専用設計の「Zアクスル」と呼ばれる後輪サスペンションが採用された。。これはBMW初のマルチリンク式サスペンションである。タイヤサイズは前後ともに205/55VR15。

## テクニカルデータ

### 内装

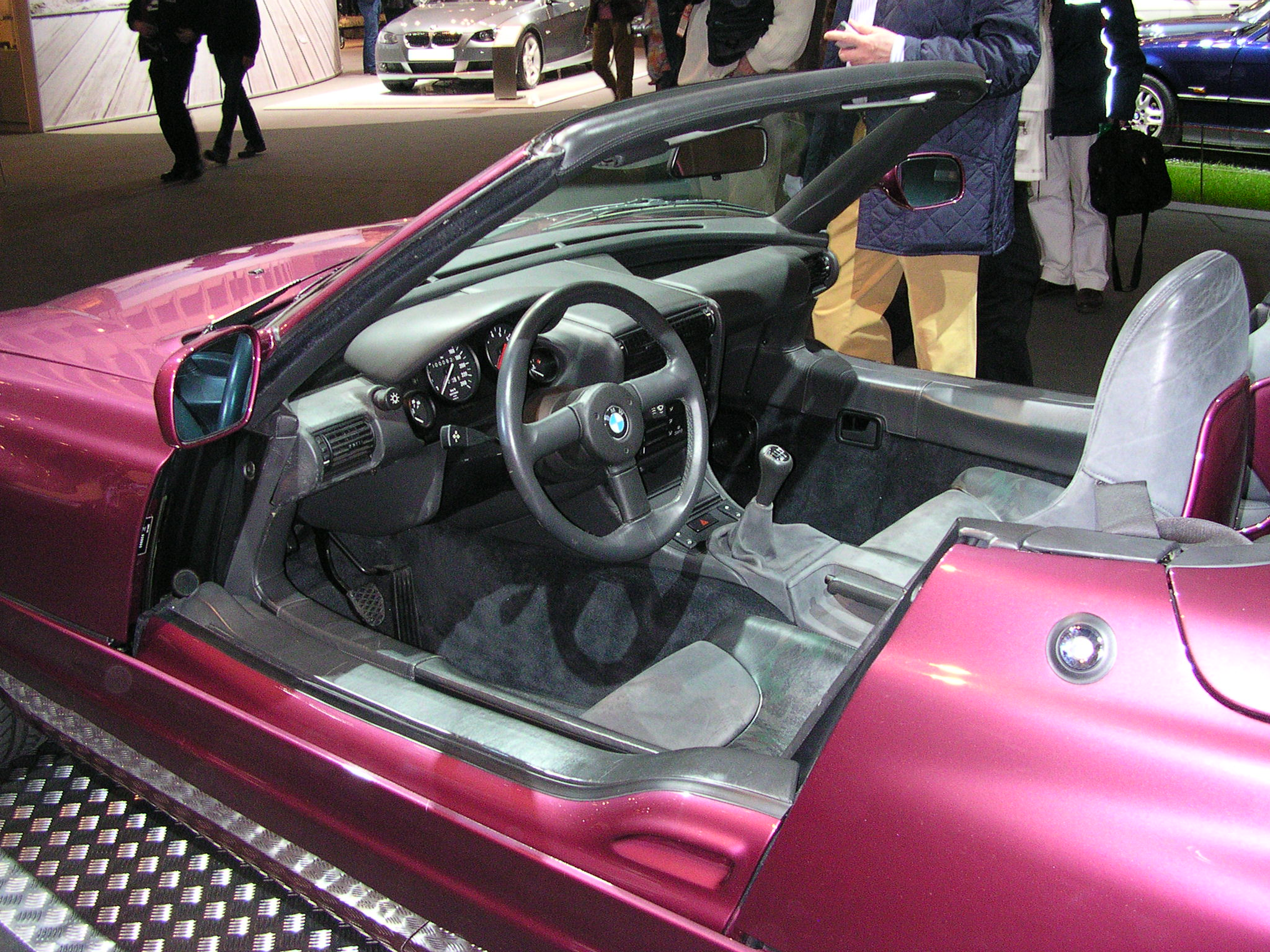

特徴的なドアは革新的であったが、多くのユーザーから背の高いドアシルが乗降しにくいと指摘され、加えて手作業で組み立てられた内装は経年による劣化が顕著なものであった。
ダッシュボードは非常に小さく、ヒーターと冷房ユニットを収納する空間がなかったためにカーエアコンは装備していない。ただし、E30型3シリーズの部品を流用してエアコンを後付けした例が存在する。

## 販売
総生産台数は8,000台で、1日あたり10台〜20台が製造された。8,000台のうち6,443台はBMWの本拠地であるドイツで販売され、新車価格は83,000〜89,000マルク（日本円で554〜587万円）であった。また、イタリアやフランスなどでも販売された。左ハンドル仕様のみであったがイギリスでも販売された。
日本では正規輸入されなかったが、アルピナが手がけたチューニングカーに限り正規輸入されていた（次項で解説）。
カラーバリエーションは6色の外装色と4色の内装色から選択できたが、その大半は赤、黒、緑の外装色と濃灰色の内装の組み合わせであった。明るい黄色（ドイツ語でfun-gelb）の外装色と赤の内装色は特に希少なカラーリングとされる。
他、フランスで販売されたZ1には現地の法規に基づき、黄色ヘッドライトが装着されていた。

## アルピナ仕様
BMWの公認チューナーとして知られるアルピナは、本車をベースとしたチューニングカーのアルピナ・ロードスター リミテッドエディション (Roadster Limited Edition,RLE) を開発した。2.7Lエンジンに換装され、0–100 km/hの加速は8.4秒から7.1秒に短縮、最高速度も228km/hをマークしていた。販売価格は116,000マルク（日本円で約774万円）で、世界限定で66台が製造された。
日本ではアルピナの国内総代理店であるニコル・オートモビルズによって正規扱いで販売された。

## 関連商品と情報
ミニチャンプス、レベル、ヘルパ等がZ1のダイキャスト製やプラスチック製モデルを製造していた。フランスでは1992年と1997年の二度にわたり、テレフォンカードにZ1の図柄が採用された。
また、ジャッキー・チェン主演の映画『プロジェクト・イーグル』にも登場している。